# غواصی آزاد

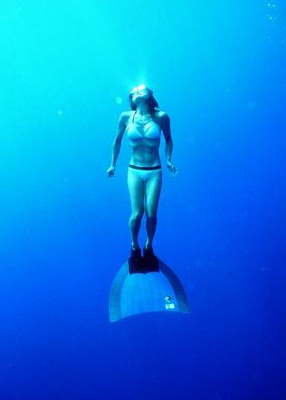
شیرجه آزاد در حرکت رو به بالا به سمت سطح آب

غواصی آزاد شکلی از ورزش غواصی است که در آن فرد نفس خود را تا زمان برگشت به سطح آب حبس می‌کند. علاوه بر توقف نفس، فشار زیاد آب هم باعث می‌شود که عمق و مدت زمان ممکن در شیرجه‌ی آزاد محدود باشد.
نمونه هایی از فعالیت‌ها وکاربردهای شیرجه آزاد عبارتند از: ماهیگیری سنتی ، شیرجه‌ی آزاد رقابتی و غیر رقابتی ، ماهیگیری با نیزه و عکاسی آزاد ، شنای موزون ، فوتبال زیر آب ، راگبی زیر آب ، هاکی زیر آب ، تیراندازی با هدف در زیر آب و غواصی سطحی .
اصطلاح شیرجه‌ی آزاد بعضی اوقات برای اشاره به غواصی اسکوبا  که در آن غواص از آزادی عمل بیشتری در حرکات و تنفس خود-به نسبت غواصی با کپسول هوا- دارد نیز استفاده می‌شود.

## شنای موزون

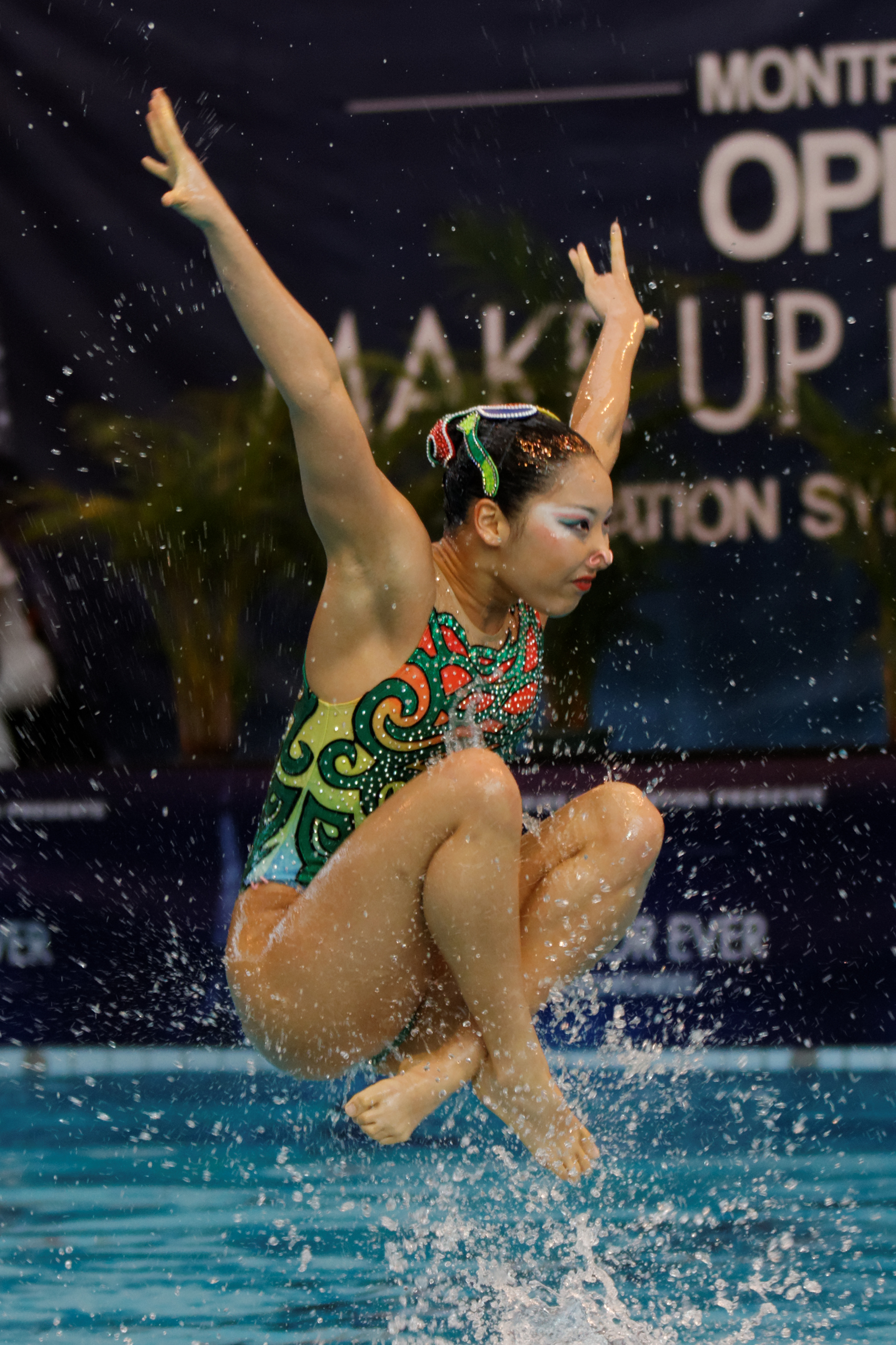
یکی از اعضای تیم ژاپنی که توسط دیگر اعضای تیم در زیر آب به هوا پرتاب می‌شود. عکس مربوط به مسابقات اوپن فرانسه در سال ۲۰۱۳ می‌باشد.

شنای موزون  ترکیبی از شنا ، رقص و ژیمناستیک است که از تیمی یک یا چند نفره از شناگران  تشکیل می شود. اعضای تیم مجموعه‌ای از حرکات هماهنگ را به همراه موسیقی در آب انجام می دهند. شنای موزون نیاز به مهارت های پیشرفته در آب دارد و به قدرت، استقامت، انعطاف پذیری، هنرمندی، و زمان‌بندی دقیق و همچنین مدیریت تنفس در هنگام انجام حرکتهای زیر آب نیاز دارد. اگر چه این رشته در ابتدا محدود به خانمها بوده است. از سال ۲۰۱۵ تیم مردها نیز در مسابقات مربوط به این رشته شرکت می‌کنند.